# Thorsvang - Danmarks Samlermuseum
Thorsvang - Danmarks Samlermuseum er et kulturhistorisk museum i Stege på Møn. Museet udstiller en stor mængde af genstande indsamlet over en årrække af Henrik Hjortkær. Museet er indrettet i en tidligere mælkepulver-fabrik fra 1919, der er blevet udstyret med en række små butikker og værksteder, som de typisk har set ud i starten af 1900-tallet.

## Historie
Museets genstande er indsamlet af Henrik Hjortkær, der allerede fra barnsben begyndte at samle på ting. Han og hans kone havde tidligere drevet en café i byen. Møns Bank og Møn-Sydsjællands Turistforening hjalp Hjortkær med at lede efter et sted, hvor han kunne udstille sin samling, hvilket ledte til etableringen af Fonden Danmarks Samlermuseum, der købte den nedlagte mælkepulver-fabrik af Vordingborg Kommune for blot 1 kr. I 2012 var over 100 frivillige involveret i at etablere museet. Museet åbnede i juli 2013.

## Udstilling
Museet er indrettet som 18 små butikker, som de så ud i 1920'erne. Der findes en købmandshandel, der fungerer som indgang og billetkontor, er der en bank, en låsesmed, en undertøjsbutik, en tobakshandel, en skrædder, et ismejeri, en slagter, en fotograf og en postkontor. Desuden findes en gammel skolestue. Endvidere har museet indrettet et tidligere beskyttelsesrum som en udstilling om besættelsen.

## Galleri
- Barbersalon
- Skolestue
- Spisestue
- Uniformer